# Cicamuri
Cicamuri – wieś w Gruzji, w regionie Mccheta-Mtianetia, w gminie Mccheta. W 2014 roku liczyła 124 mieszkańców.